# إزالة الغابات في نيجيريا

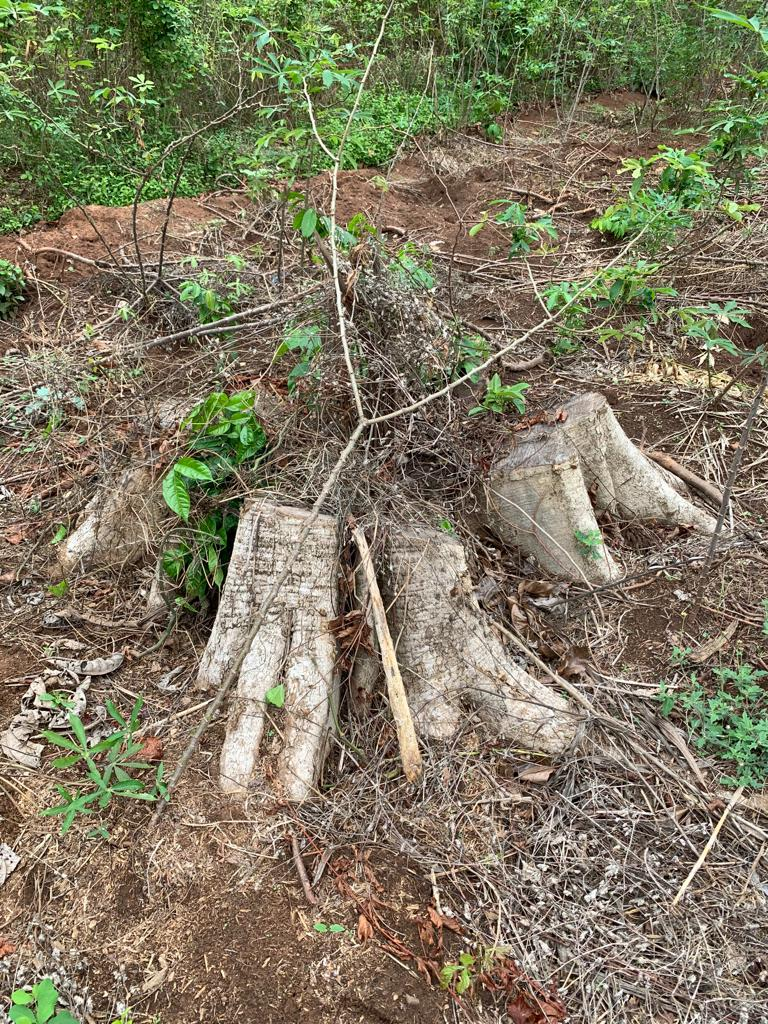
إزالة الغابات في ولاية أنامبرا بنيجيريا

تُشير تقديرات إزالة الغابات في نيجيريا إلى أن ما يقرب من 163 ألف هكتارًا من الغابات تزال سنويًا، وأن حوالي 12% من الغطاء الشجري في نيجيريا قد فقد خلال الفترة ما بين عامي 2001 و2022. تُشكّل إزالة الغابات الواقعة داخل حدود نيجيريا على نطاق واسع وسريع تهديدات بيئية كبيرة على المستويين المحلي والعالمي، تساهم أنشطة مثل توسيع الرقعة الزراعية، وقطع الأشجار، والتوسع الحضري، وتطوير البنية التحتية في إزالة الغابات، وتمثل تحديات مختلفة لجهود التشجير. وقد أثارت إزالة الغابات في نيجيريا مخاوف بشأن ارتباطها بالفقر وعواقبه البيئية.

## التاريخ

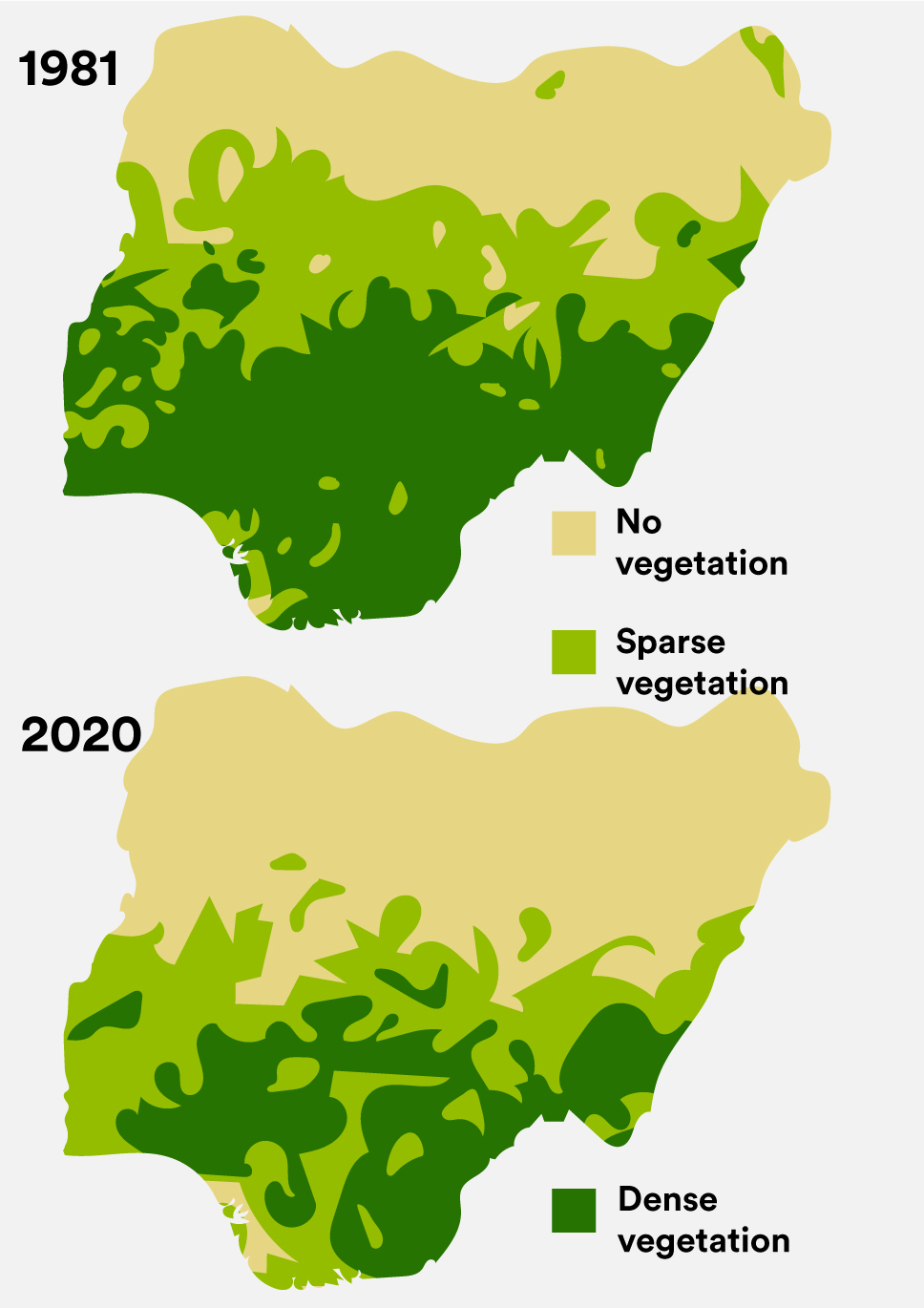
خرائط توضح تناقص مساحات الغابات بسبب إزالة الغابات في نيجيريا خلال الفترة ما بين عامي 1981-2020

تشتهر نيجيريا بتنوعها الحيوي والبيئي، وتُعتبر واحدة من أغنى بؤر التنوع الحيوي على مستوى العالم، مما يُسهم بشكل كبير في الازدهار الاقتصادي للبلاد.
تاريخيًا، أُنشئت في نيجيريا محميات غابات كبيرة شكّلت نحو 27% من إجمالي الغطاء الحرجي ومثّلت نحو 10% من مساحة الأرض، أي ما يُقارب 96,518 كيلومترًا مربعًا (37,266 ميلًا مربعًا). يقع ثلثا هذه المحميات في منطقة السافانا، بينما تقع النسب المتبقية في مناطق الغابات الاستوائية في الجنوب، ومستنقعات المياه العذبة، وأشجار المانغروف في المنطقة الساحلية.
تتكون محميات الغابات في نيجيريا من 1,160 منطقة مُخصصة تُغطي مساحة تُقارب 107,527.02 كيلومترًا مربعًا (41,516.41 ميلًا مربعًا). تُشكل هذه المحميات حوالي 11% من إجمالي مساحة اليابسة في نيجيريا موزعة على 362 منطقة حكومية محلية. تجدر الإشارة إلى أن محمية غابة ليويتشي في مدينة أوكيجوي بولاية إيمو هي أصغر المحميات الموجودة في نيجيريا من حيث المساحة، إذ تغطي مساحة قدرها 0.47 كيلومتر مربع (0.18 ميل مربع)، بينما تُعدّ محمية غابة بورغو الواقعة في مدينة نيو بوسا بولاية نيجر هي أكبر المحميات في نيجيريا من حيث المساحة، حيث تغطي مساحة قدرها 3,786.58 كيلومتر مربع (1,462.01 ميل مربع).
كان في نيجيريا في عام 1960 ثماني متنزهات وطنية، و445 محمية غابات، واثنتي عشرة محمية طبيعية بحتة، و28 محمية للألعاب. وعلى الرغم من جهود الحفاظ على البيئة، فقد شهدت هذه المناطق مستويات عالية من الأنشطة البشرية التي أدت إلى إزالة الغابات والتعدي والتدهور. ويوضح الجدول التالي أسماء تلك المتنزهات الوطنية الثمانية ومساحاتها مرتبة تنازليًا من الأكبر مساحة للأصغر مساحة:
| الترتيب من حيث المساحة | اسم المتنزه الوطني       | المساحة                           |
| ---------------------- | ------------------------ | --------------------------------- |
| 1                      | متنزه جومبتي الوطني      | 6670 كيلومتر مربع (2580 ميل مربع) |
| 2                      | متنزه بحيرة كينجي الوطني | 5341 كيلومتر مربع (2062 ميل مربع) |
| 3                      | متنزه كروس ريفر الوطني   | 3720 كيلومتر مربع (1440 ميل مربع) |
| 4                      | متنزه أولد أويو الوطني   | 2512 كيلومتر مربع (970 ميل مربع)  |
| 5                      | متنزه حوض تشاد الوطني    | 2258 كيلومتر مربع (872 ميل مربع)  |
| 6                      | متنزه يانكاري الوطني     | 2244 كيلومتر مربع (866 ميل مربع)  |
| 7                      | متنزه كاموكو الوطني      | 1127 كيلومتر مربع (435 ميل مربع)  |
| 8                      | متنزه أوكومو الوطني      | 1127 كيلومتر مربع (435 ميلًا مربع) |

## التأثيرات

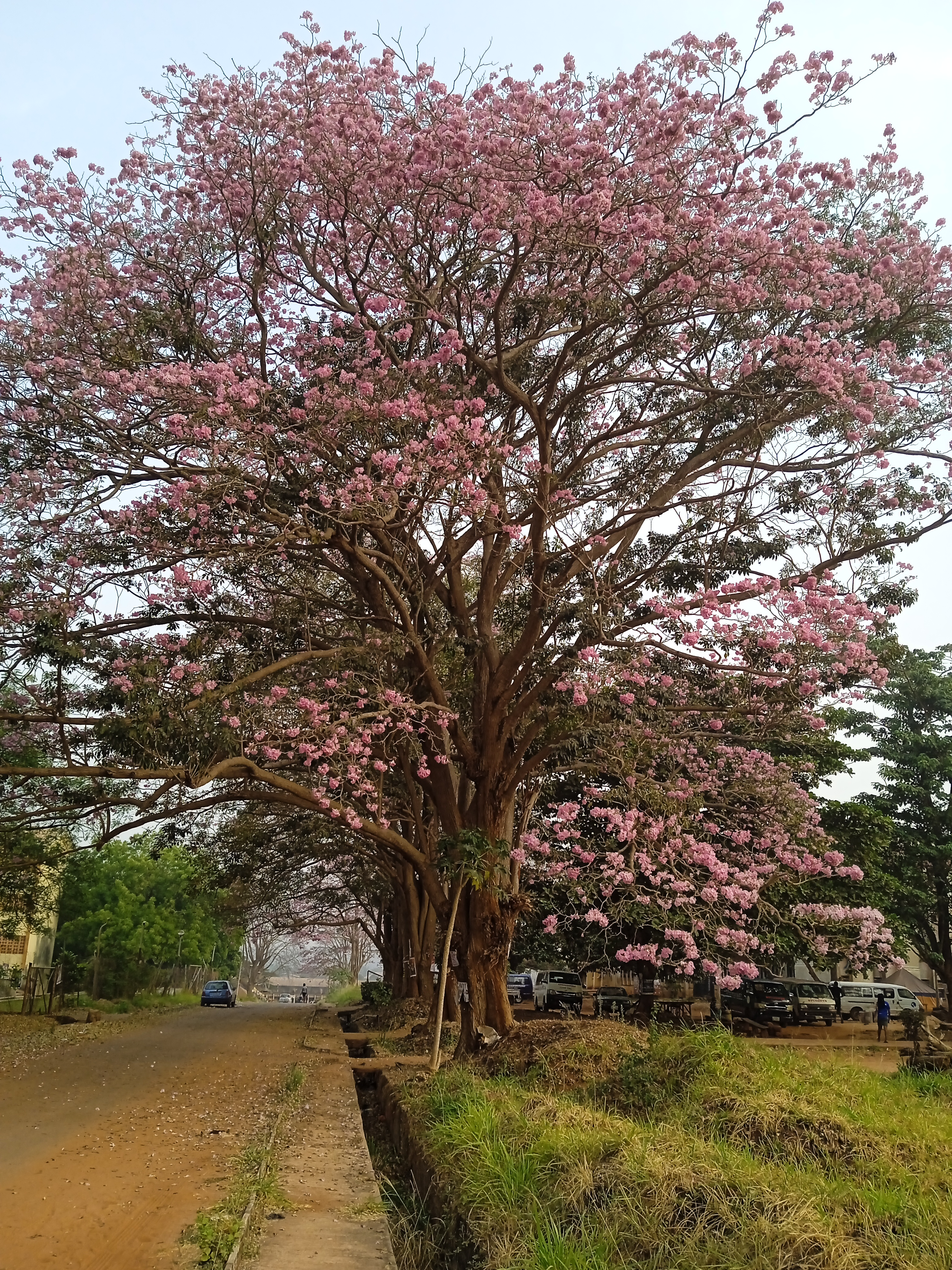
نوع نادر من الأشجار الموجودة في جنوب شرق نيجيريا

أثّرت مشكلة إزالة الغابات، والتي تفاقمت بفعل النشاط البشري، تأثيرًا بالغًا على التنوع الحيوي الغني في نيجيريا، والتي يتواجد في بيئتها 864 نوعًا من الطيور، و285 نوعًا من الثدييات، و203 أنواع من الزواحف، و117 نوعًا من البرمائيات، و775 نوعًا من الأسماك، و4715 نوعًا من النباتات العليا. وقد انخفضت أعداد غوريلا نهر كروس النادرة في نيجيريا بشكل ملحوظ بسبب ممارسات الصيد الجائر وتدمير الموائل، كما تسببت إزالة الغابات في تحديات اقتصادية، مما أثر على الإنتاج الزراعي وسبل العيش في نيجيريا. أدت القضايا البيئية، مثل إزالة الغابات، إلى احتدام الصراعات والمنازعات، والتي تسببت أحيانًا في إعدام نشطاء بيئيين مثل كين سارو ويوا، الذي رُشح لنيل جائزة نوبل للسلام.

## مفاهيم إزالة الغابات
يُعد تعريف إزالة الغابات أمرًا بالغ الأهمية لتجنب أي لبس. فهناك مصطلحات مختلفة تُستخدم للتعبير عن هذا المفهوم، مثل مصطلح تحويلات استخدام الأراضي، وتشمل هذه التحويلات التوسع الزراعي (تحويل الغابات إلى المراعي أو الأراضي الزراعية) والتكثيف الزراعي (تحويل المراعي إلى أراضٍ زراعية).

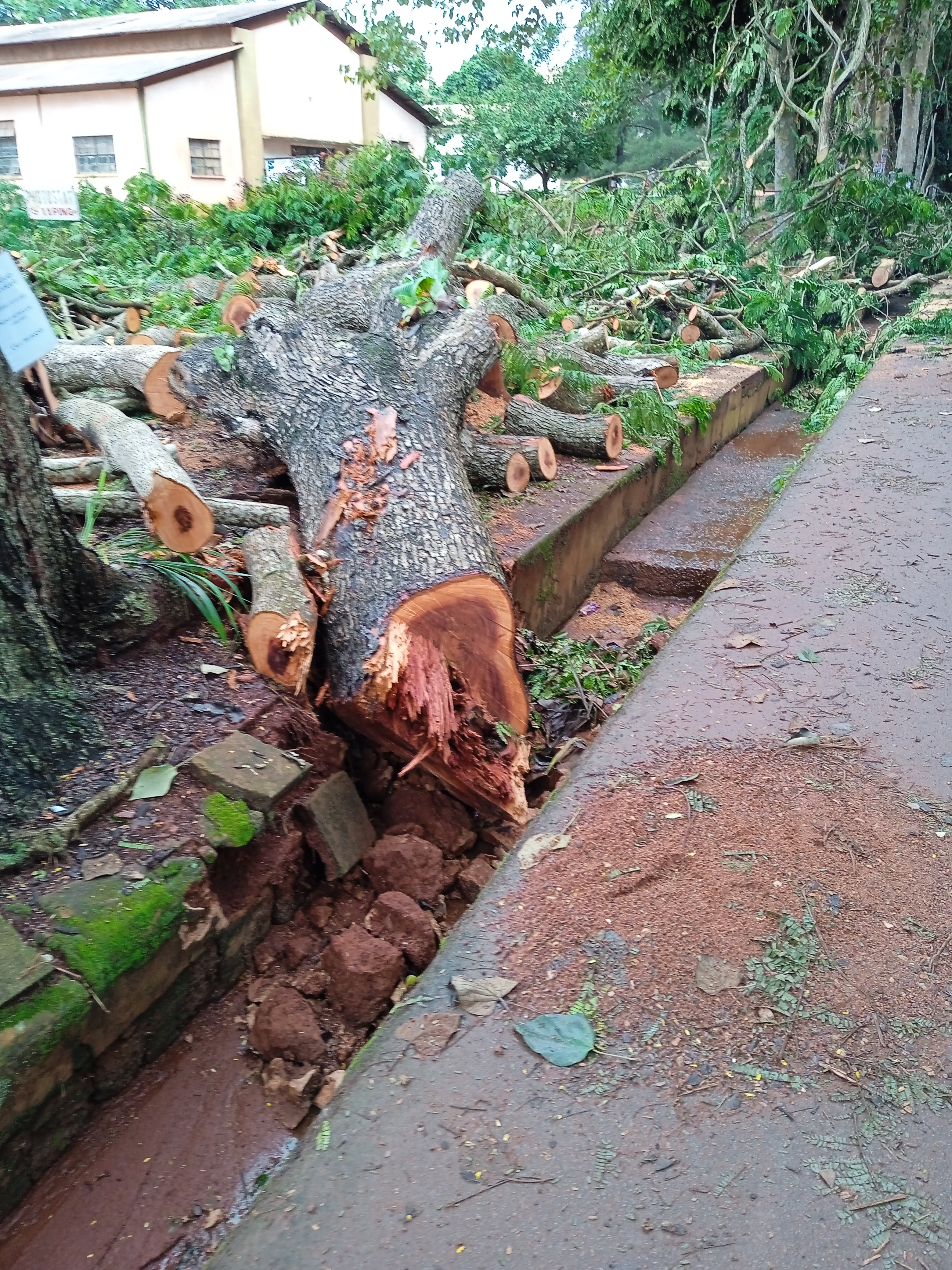
تدمير نظام الصرف الصحي في نيجيريا بسبب قطع الأشجار

يشير مصطلح تدهور الغابات إلى الحالات التي يؤثر فيها تلوث الهواء والترسب الجوي بالسلب على صحة الأشجار والغابات. ويمكن أن يكون سبب ذلك الأمراض، ونقص المغذيات، واضطرابات المناخ. وتُشكل تجزئة الغابات تهديدًا للأنظمة البيئية من خلال تعطيل بعض العمليات الجينية مثل الانجراف الجيني، وتدفق الجينات، والانتقاء، والتزاوج، وذلك بسبب انخفاض أعداد السكان وعزل بقايا الغابات عن المناطق غير الحرجية.
يُشير مصطلح إزالة الغابات إلى إزالة الأشجار دون إعادة زراعتها، مما يؤدي إلى تقليص الغابات والموائل ويُضر بالتنوع الحيوي. ينظر الباحثون إلى إزالة الغابات على أنها عملية تحويل الغابات إلى استخدامات أخرى للأراضي، مثل التوسع الحضري والرعي والزراعة. وبمعنى آخر، فإن إزالة الغابات هي العملية التي تُزال فيها الغابات لتوفير الأراضي لاستخدامات أخرى، مثل الزراعة أو التنمية الحضرية أو الأغراض الصناعية. وتتمتع نيجيريا الغنية طبيعيًا بالغابات بنسبة غطاء غابات تبلغ حوالي 12.18% من إجمالي مساحة أراضيها. تقدم الغابات خدمات بيئية متنوعة حيوية لرفاهية الإنسان، تتراوح من الوظائف التنظيمية والثقافية إلى الوظائف الداعمة والإمدادية. وقد زادت معدلات إزالة الغابات في نيجيريا في الآونة الأخيرة، ويُعزى فقدان كبير في الغطاء الحرجي إلى عوامل مثل الممارسات الزراعية التقليدية والرعي الجائر وضعف نظم حيازة الأراضي.
تؤدي إزالة الغابات إلى تبعات بيئية وخيمة كالتصحر، وفقدان النظام البيئي والتنوع الحيوي، وتدهور الأراضي، وزيادة مستويات غازات الاحتباس الحراري، وتآكل التربة، مما يؤثر بشكل كبير على البيئة ورفاهية الإنسان. كما تهدد إزالة الغابات استدامة البيئة، مما قد يؤدي بدوره إلى مخاطر على جودة حياة المواطنين بسبب التغير الاقتصادي. يُعد التثقيف العام والتركيز الحكومي على إدارة الغابات، والتقدم التقني، واستخدام الطاقة المتجددة أمرًا بالغ الأهمية للحد من معدلات إزالة الغابات.